# 대한민국의 텔레비전 드라마 목록 (숫자)
대한민국의 텔레비전 드라마 목록 (숫자)에서는 숫자로 시작되는 제목의 대한민국의 드라마를 서술한다.

## 1
- 1%의 어떤 것
- 1%의 어떤 것 (2016년 드라마)
- 1.5 (드라마)
- 101번째 프러포즈 (2006년 드라마)
- 12월의 열대야
- 18 어게인
- 1961년생

## 2
- 2008 전설의 고향
- 2009 외인구단
- 2009 전설의 고향

## 3
- 38사기동대
- 3일의 약속
- 365 : 운명을 거스르는 1년

## 4
- 49일
- 4월 이야기 (드라마)
- 4월의 키스
- 4일 간의 사랑

## 6
- 60일, 지정생존자
- 6.25 (드라마)

## 7
- 7급 공무원 (드라마)
- 7일의 왕비

## 8
- 8월에 내리는 눈

## 9
- 90일, 사랑할 시간
- 92' 고래 사냥
- 9초, 영원의 시간
- 9회말 2아웃